# Lotto Dstny/2023
Deze pagina geeft een overzicht van de wielerploeg Lotto-Dstny in 2023.

## Algemeen
Algemeen manager: Stephane Heulot
Ploegleiders: Mario Aerts, Allan Davis(tot 22/8), Nikolas Maes, Maxime Monfort, Cherie Pridham, Kurt Van De Wouwer, Marc Wauters
Fietsmerk: Ridley

## Renners
| Naam                | Geboortedatum | Nationaliteit | Ploeg 2022                      |
| ------------------- | ------------- | ------------- | ------------------------------- |
| Johannes Adamietz   | 24-05-1998    | Duitsland     | Saris Rouvy Sauerland Team      |
| Cédric Beullens     | 27-01-1997    | België        |                                 |
| Victor Campenaerts  | 28-10-1991    | België        |                                 |
| Jasper De Buyst     | 24-11-1993    | België        |                                 |
| Thomas De Gendt     | 06-11-1986    | België        |                                 |
| Arnaud De Lie       | 16-03-2002    | België        |                                 |
| Jarrad Drizners     | 31-05-1999    | Australië     |                                 |
| Pascal Eenkhoorn    | 08-02-1997    | Nederland     | Jumbo-Visma                     |
| Caleb Ewan          | 11-07-1994    | Australië     |                                 |
| Frederik Frison     | 28-07-1992    | België        |                                 |
| Sébastien Grignard  | 29-04-1999    | België        |                                 |
| Jacopo Guarnieri    | 14-08-1987    | Italië        | Groupama-FDJ                    |
| Andreas Kron        | 01-06-1998    | Denemarken    |                                 |
| Arjen Livyns        | 01-09-1994    | België        | Bingoal Pauwels Sauces WB       |
| Milan Menten        | 31-10-1996    | België        | Bingoal Pauwels Sauces WB       |
| Sylvain Moniquet    | 14-01-1998    | België        |                                 |
| Mathijs Paasschens  | 18-03-1996    | Nederland     | Bingoal Pauwels Sauces WB       |
| Michael Schwarzmann | 07-01-1991    | Duitsland     |                                 |
| Alec Segaert*       | 16-01-2003    | België        | Lotto Dstny Development Team    |
| Rüdiger Selig       | 19-02-1989    | Duitsland     |                                 |
| Eduardo Sepúlveda   | 13-06-1991    | Argentinië    | Drone Hopper-Androni Giocattoli |
| Liam Slock          | 18-09-2000    | België        | Lotto - Soudal U23              |
| Harry Sweeny        | 09-07-1998    | Australië     |                                 |
| Jarne Van De Paar   | 23-10-2000    | België        | Lotto - Soudal U23              |
| Lennert Van Eetvelt | 17-07-2001    | België        | Lotto - Soudal U23              |
| Maxim Van Gils      | 25-11-1999    | België        |                                 |
| Brent Van Moer      | 12-01-1998    | België        |                                 |
| Harm Vanhoucke **   | 17-06-1997    | België        | Team DSM                        |
| Florian Vermeersch  | 12-03-1999    | België        |                                 |

* vanaf 24/2
** vanaf 15/8

### Vertrokken
| Naam                        | Geboortedatum | Nationaliteit       | Ploeg 2023                   |
| --------------------------- | ------------- | ------------------- | ---------------------------- |
| Carlos Barbero              | 29-04-1991    | Spanje              | Gestopt                      |
| Filippo Conca               | 22-09-1998    | Italië              | Q36.5 Pro Cycling Team       |
| Steff Cras                  | 13-02-1996    | België              | TotalEnergies                |
| Philippe Gilbert            | 05-07-1982    | België              | Gestopt                      |
| Matthew Holmes              | 08-12-1993    | Verenigd Koninkrijk | Gestopt                      |
| Reinardt Janse van Rensburg | 03-02-1989    | Zuid-Afrika         | Denver Disruptors            |
| Roger Kluge                 | 05-02-1986    | Duitsland           | Rad-Net Oßwald               |
| Kamil Małecki               | 02-01-1996    | Polen               | Q36.5 Pro Cycling Team       |
| Harm Vanhoucke              | 17-06-1997    | België              | Team DSM                     |
| Viktor Verschaeve           | 03-08-1998    | België              | Lotto Dstny Development Team |
| Xandres Vervloesem          | 13-05-2000    | België              | Gestopt                      |
| Tim Wellens                 | 10-05-1991    | België              | UAE Team Emirates            |

## Overwinningen
| Europese kampioenschappen wielrennen Tijdrit U23:Alec Segaert Clàssica Comunitat Valenciana Arnaud De Lie Ster van Bessèges 1e etappe: Arnaud De Lie 3e etappe: Arnaud De Lie Puntenklassement: Arnaud De Lie Le Samyn Milan Menten Ronde van Taiwan 3e etappe: Tijl De Decker* Ronde van Loir-et-Cher 2e etappe: Jarne Van De Paar ** Grote Prijs van Plumelec Arnaud De Lie Alpes Isère Tour 4e etappe: Lennert Van Eetvelt ** 5e etappe: Lennert Van Eetvelt ** Eindklassement: Lennert Van Eetvelt ** Puntenklassement: Lennert Van Eetvelt ** Jongerenklassement: Lennert Van Eetvelt ** GP Marcel Kint Caleb Ewan | Girobio 1e etappe: Alec Segaert ** Ronde van Zwitserland Bergklassement: Pascal Eenkhoorn Sibiu Cycling Tour 2e etappe: Lennert Van Eetvelt Jongerenklassement Lennert Van Eetvelt Ronde van Wallonië 2e etappe: Arnaud De Lie Ronde van Castilië en León 2e etappe: Eduardo Sepúlveda Eindklassement: Eduardo Sepúlveda Polynormande Arnaud De Lie Tour of Leuven - Memorial Jef Scherens Arnaud De Lie Druivenkoers Overijse Victor Campenaerts Egmont Cycling Race Jasper De Buyst Renewi Tour Puntenklassement: Arnaud De Lie Jongerenklassement: Arnaud De Lie | Ronde van Duitsland Bergklassement: Harm Vanhoucke Ronde van Spanje 2e etappe: Andreas Kron Grote Prijs van Quebec Arnaud De Lie Ronde van het Taihu-meer 2e etappe: Jarne Van De Paar Ronde van Luxemburg 4e etappe: Victor Campenaerts Circuit Franco-Belge Arnaud De Lie Famenne Ardenne Classic Arnaud De Lie |

* lid van het opleidingsteam
** als lid van Lotto Dstny Development Team (het opleidingsteam van Lotto Dstny)
Bingoal Pauwels Sauces WB · Bolton Equities Black Spoke · Burgos-BH · Caja Rural-Seguros RGA · EOLO-Kometa · Equipo Kern Pharma · Euskaltel-Euskadi · Green Project-Bardiani-CSF-Faizanè  · Human Powered Health · Israel-Premier Tech · Lotto-Dstny · Q36.5 Pro Cycling Team · Team Corratec · Team Flanders-Baloise · Team Novo Nordisk · Team TotalEnergies · Tudor Pro Cycling Team · Uno-X Pro Cycling Team
1985 · 1986 · 1987 · 1988 · 1989 · 1990 · 1991 · 1992 · 1993 · 1994 · 1995 · 1996 · 1997 · 1998 · 1999 · 2000 · 2001 · 2002 · 2003 · 2004 · 2005 · 2006 · 2007 · 2008 · 2009 · 2010 · 2011 · 2012 · 2013 · 2014 · 2015 · 2016 · 2017 · 2018 · 2019 · 2020 · 2021 · 2022 · 2023 · 2024 · 2025